# 熊本県国民健康保険団体連合会
熊本県国民健康保険団体連合会（くまもとけんこくみんけんこうほけんだんたいれんごうかい）は、国民健康保険法第83条の規定に基づいて熊本県の国民健康保険を取り扱う自治体と国民健康保険組合によって設立されている国民健康保険団体連合会である。

## 沿革
- 1941年1月 -「熊本県国民健康保険組合連合会」設立[1]
- 1949年1月 –「熊本県国民健康保険団体連合会」に改称

## 加入団体
自治体
- 熊本市
- 八代市
- 人吉市
- 荒尾市
- 水俣市
- 玉名市
- 山鹿市
- 菊池市
- 宇土市
- 上天草市
- 宇城市
- 阿蘇市
- 天草市
- 合志市
- 美里町
- 玉東町
- 南関町
- 長洲町
- 和水町
- 大津町
- 菊陽町
- 南小国町
- 小国町
- 産山村
- 高森町
- 西原村
- 南阿蘇村
- 御船町
- 嘉島町
- 益城町
- 甲佐町
- 山都町
- 氷川町
- 芦北町
- 津奈木町
- 錦町
- 多良木町
- 湯前町
- 水上村
- 相良村
- 五木村
- 山江村
- 球磨村
- あさぎり町
- 苓北町

国民健康保険組合
- 熊本県医師国民健康保険組合
- 熊本県歯科医師国民健康保険組合